# Врхпоље при Моравчах
Врхпоље при Моравчах (словен. Vrhpolje pri Moravčah) је насељено место у општини Моравче, Средњесловенска регија, Словенија.

## Историја
До територијалне реорганизације у Словенији биле су у саставу старе општине Домжале.

## Становништво
У попису становништва из 2011. године, Врхпоље при Моравчах су имале 227 становника.
| Број становника према пописима | Број становника према пописима | Број становника према пописима |
| ------------------------------ | ------------------------------ | ------------------------------ |
| 1991                           | 2002                           | 2011                           |
| 157                            | 195                            | 227                            |

Напомена: До 1953. исказивано под именом Врхпоље.